# Dennis Weaver
William Dennis Weaver (ur. 4 czerwca 1924 w Joplin, zm. 24 lutego 2006 w Ridgway) – amerykański aktor, reżyser, producent telewizyjny i scenarzysta. Należał do Screen Actors Guild (1973–1975). Odtwórca roli zastępcy szeryfa Chestera Goode’a w klasycznym seryjnym westernie telewizyjnym CBS Strzały w Dodge City (1955–1964), za którą w 1959 otrzymał nagrodę Emmy.
9 września 1986 otrzymał własną gwiazdę w Alei Gwiazd w Los Angeles znajdującą się przy 6822 Hollywood Boulevard.

## Życiorys
Urodził się w Joplin w Missouri jako syn Lenny Leory (z domu Prather) i Waltera Leona „Doca” Weavera. Jego ojciec był pochodzenia angielskiego, irlandzkiego, szkockiego, czirokeskiego i miał korzenie plemienia Osedżów. Weaver od dzieciństwa chciał zostać aktorem. Przez kilka lat mieszkał w Shreveport w Luizjanie i przez krótki czas w Manteca w Kalifornii. Studiował w Joplin Junior College, następnie przeniósł się na Uniwersytet Oklahomy w Norman, gdzie studiował teatr i był gwiazdą lekkoatletyki, ustanawiając rekordy na kilku zawodach. Podczas II wojny światowej służył jako pilot w United States Navy, latając myśliwcem Grumman F4F Wildcat. Po wojnie, 20 października 1945 zawarł związek małżeński z Geraldine Stowell, z którą miał trzech synów: Rusty’ego, Ricka i Roba, a także doczekał się trzech wnuków.
W 1950 zadebiutował na Broadwayu w sztuce Williama Inge’a Come Back, Little Sheba w reżyserii Daniela Manna. Rok później powrócił na scenę w roli Virgila Lavendara w komedii broadwayowskiej Na zachód od ósmej. Wkrótce uczył się aktorstwa w Actors Studio. W 1952 Shelley Winters pomogła mu zdobyć kontrakt z Universal Studios i rozpoczął karierę w Hollywood. Po raz pierwszy wystąpił na ekranie w roli osadnika Matta Jessupa w westernie Rudzielec z Wyoming (The Redhead from Wyoming, 1953) z Maureen O’Harą. Przełomem stała się telewizyjna rola zastępcy szeryfa Chestera Goode’a, zaufanego partnera Matta Dillona (James Arness) w serialu CBS Strzały w Dodge City (1955–1964), gdzie także wyreżyserował cztery odcinki. Był autorem scenariusza przygodowego serialu familijnego CBS Mój przyjaciel Ben (Gentle Ben, 1968) o rodzinie, która adoptuje niedźwiedzia jako zwierzę domowe, gdzie w latach 1967–1969 występował w głównej roli Toma Wedloe’a. Od 16 września 1970 do 17 kwietnia 1977 grał tytułową rolę szeryfa Sama McClouda w serialu policyjnym NBC Szeryf McCloud (McCloud). Wyreżyserował kilka odcinków różnych produkcji telewizyjnych, pisał wiersze, a w 2001 wydał autobiografię All the World’s a Stage (Cały świat to teatr).
Weaver był ekologiem, który promował wykorzystanie paliw alternatywnych, takich jak wodór i energia wiatrowa, za pośrednictwem Institute of Ecolonomics, organizacji ekologicznej non-profit, którą założył w 1993 w Berthoud w Kolorado.
Zmarł 24 lutego 2006 w swoim domu w Ridgway w Kolorado w wieku 81 lat. Przyczyną były powikłania raka prostaty.

## Filmografia

### Filmy fabularne
- 1952: Jeźdźcy (The Raiders) jako Dick Logan
- 1953: Karciarz z Missisipi (The Mississippi Gambler) jako Julian Conant
- 1958: Dotyk zła jako nocny zarządca motelu
- 1971: Pojedynek na szosie jako David Mann
- 1980: Ciężka próba doktora Mudda (The Ordeal of Dr. Mudd, TV) jako Samuel A. Mudd
- 2000: Zatopieni jako Buck Stevens

### Seriale TV
- 1960: Alfred Hitchcock przedstawia jako Charles Cavender
- 1955-64: Gunsmoke jako Chester Goode
- 1965: Doktor Kildare jako Wayne Wandemeir
- 1983-84: Emerald Point N.A.S. jako Thomas Mallory
- 1985: Magnum jako Lacy Fletcher - Present Day
- 1978: Perła jako pułkownik Jason Forrest
- 1991: Kapitan Planeta i planetarianie jako Josh (głos)
- 1994: Kapitan Planeta i planetarianie jako zastępca (głos)
- 2001: Sprawy rodzinne jako sędzia Richard Lloyd
- 2002: Simpsonowie jako Buck McCoy (głos)
- 2003: Dotyk anioła jako Emmett Rivers